# Nicolas-Joseph Maison
Pour les articles homonymes, voir Maison (homonymie).
Nicolas-Joseph Maison, né le 19 décembre 1771 à Épinay-sur-Seine et mort le 13 février 1840 à Paris, est un général français de la Révolution et de l’Empire, fait maréchal de France sous la Restauration. Sous la monarchie de Juillet, il a été ministre des Affaires étrangères, puis de la Guerre.

## Biographie

### Révolution française

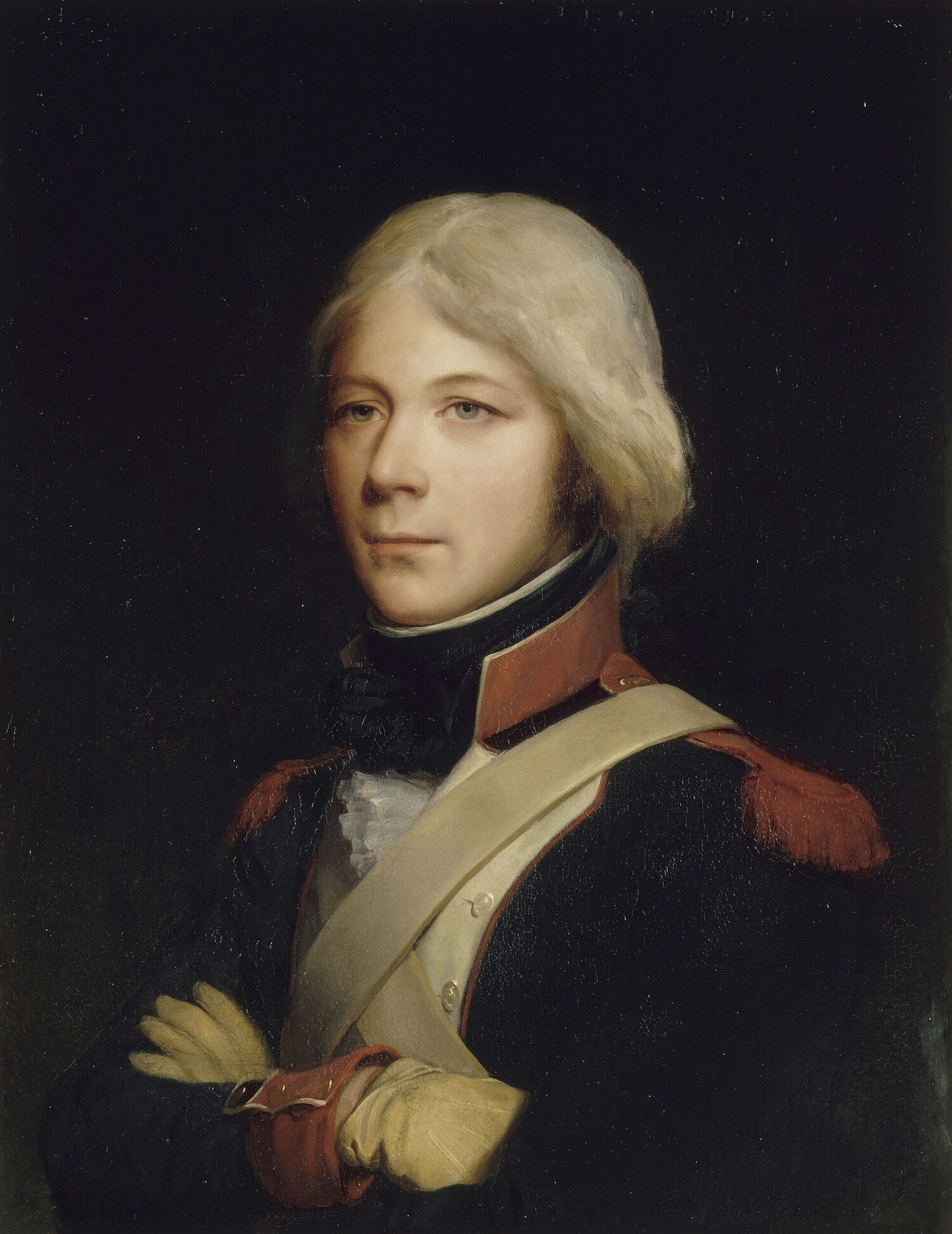
Nicolas Joseph Maison, grenadier au 1er bataillon de Paris en 1792, Léon Cogniet, 1834.

Dès 1789, Nicolas Maison rejoint la Garde nationale d'Épinay, où d'abord grenadier, il passe caporal puis sergent-major. Le 22 juillet 1791, il s’engage au 1er bataillon de volontaires de Paris et, le 1er août 1791, il devient capitaine au 9e bataillon de volontaires de Paris et sert dans l’infanterie au début des guerres de la Révolution.
Il est dénoncé et destitué le 5 décembre 1793, mais réussit à se justifier, fait la campagne de 1794 à l'armée du Nord et participe à la bataille de Fleurus. Il redevient capitaine le 1er mai 1796. Attaché jusqu'en 1797 à la division commandée par le général Bernadotte, Maison est élevé au grade de chef de bataillon en juillet 1796.
Le 3 juillet 1799, il est nommé adjudant-général chef de brigade et premier aide de camp de Bernadotte, alors ministre de la Guerre. Il est chargé d'une mission à l'armée du Rhin et combat près de Mannheim les hussards de Szeklers qui inquiètent la cavalerie française. En 1800, il est grièvement blessé au village de Schout (Hollande) en repoussant un corps d'Anglo-Russes.

### La période napoléonienne
En 1805, il rejoint le 1er corps de la Grande Armée et participe à la bataille d'Austerlitz. Il est promu général de brigade le 10 février 1806, durant la campagne de Prusse, au sein du corps de maréchal Bernadotte. Il participe à la bataille d'Iéna. Peu après, il prend part à la chasse de l’armée prussienne, et c'est lui qui traverse le premier la Saale pour culbuter le prince de Wurtemberg et pénétrer dans Lübeck. En 1807, il est nommé chef de l'état-major général du 1er corps et fait la campagne qui s'achève par la paix de Tilsitt.
En 1808, il sert en Espagne sous le maréchal Victor et se distingue à la bataille d'Espinosa. Lors de l'attaque de Madrid, il a le pied droit fracassé par une balle, ce qui l'oblige à rentrer en France. Il est créé baron de l'Empire le 2 juillet 1808. En 1809, lors du débarquement des Anglais en Hollande, il est à Anvers avec Jean-Baptiste Bernadotte, prince de Ponte-Corvo. Puis, après l'évacuation de l'île de Walcheren, il commande successivement à Berg-op-Zoom, à Rotterdam et au camp d'Utrecht.
En 1812, il participe à la campagne de Russie. Il est nommé général de division le 21 août 1812 et participe au franchissement de la Bérézina. Après la blessure du maréchal Oudinot, il prend le commandement du IIe corps et fait retraite vers la Vistule.
En 1813, Maison, à la tête du 5e corps, bat les Prussiens à Möckern et prend la ville de Halle. C'est lui qui, le jour même de la bataille de Lützen, marche sur Leipzig, s'en empare et empêche l'ennemi de détruire les ponts de l'Elster Blanche. À Bautzen avec deux régiments, il repousse les charges combinées de six colonnes de cavalerie et les met en déroute. Le 26 mai 1813, à Haynau, la cavalerie lourde prussienne surprend plusieurs bataillons ainsi qu'une partie de l'artillerie du général Maison. Les Français sont sabrés et dispersés, et la charge des Prussiens n'est arrêtée que par un bataillon formé en carré. Maison est blessé à la bataille de Wachau et à celle de Leipzig. Après la défaite du maréchal Macdonald à Katzbach, il est chargé de conduire la retraite. Avant la bataille de Leipzig, où il est une nouvelle fois blessé, il est fait comte de l'Empire le 14 août 1813. Il est décoré de la grand-croix de l'ordre de la Réunion le 19 novembre 1813.
En janvier 1814, il commande le 1er corps chargé de couvrir la Belgique et le port d’Anvers. Il défend quelque temps, malgré une grande infériorité numérique, les approches d'Anvers. Son intention est de se porter sur Paris à marches forcées ; il se dirige sur Valenciennes pour attaquer les Saxons lorsqu'il apprend à Quiévrain l'abdication de Napoléon Ier. Il conclut alors un armistice et gagne Lille, d'où il envoie son adhésion au nouveau gouvernement.

### Restauration
Après l’abdication de l’Empereur, il se rallie à Louis XVIII, qui le fait chevalier de Saint-Louis.
Pendant les Cent-Jours, il reste loyal aux Bourbons. Le 20 mars 1815, Maison qui vient d'être nommé gouverneur de Paris, accompagne Louis XVIII en Belgique à Gand. Il est fait commandant de la 1re division militaire après Waterloo.
Chargé de juger le maréchal Ney, accusé de trahison pour s’être rallié à Napoléon, il se déclare incompétent avec plusieurs de ses collègues. Cela lui vaut une rétrogradation au commandement de la 8e division à Marseille. Il est cependant fait marquis en 1816 et pair de France.

En 1828 Charles X lui confie le commandement du corps expéditionnaire français en Morée en tant que lieutenant-général, contre Ibrahim Pacha. Au cours de la campagne, il s'empare successivement des villes de Navarin, Modon, Coron, Patras ainsi que du château de Morée. Peu avant son retour en France, il est fait maréchal de France le 22 février 1829. Mais toutes ces faveurs n'altèrent pas le caractère vraiment indépendant du maréchal Maison.

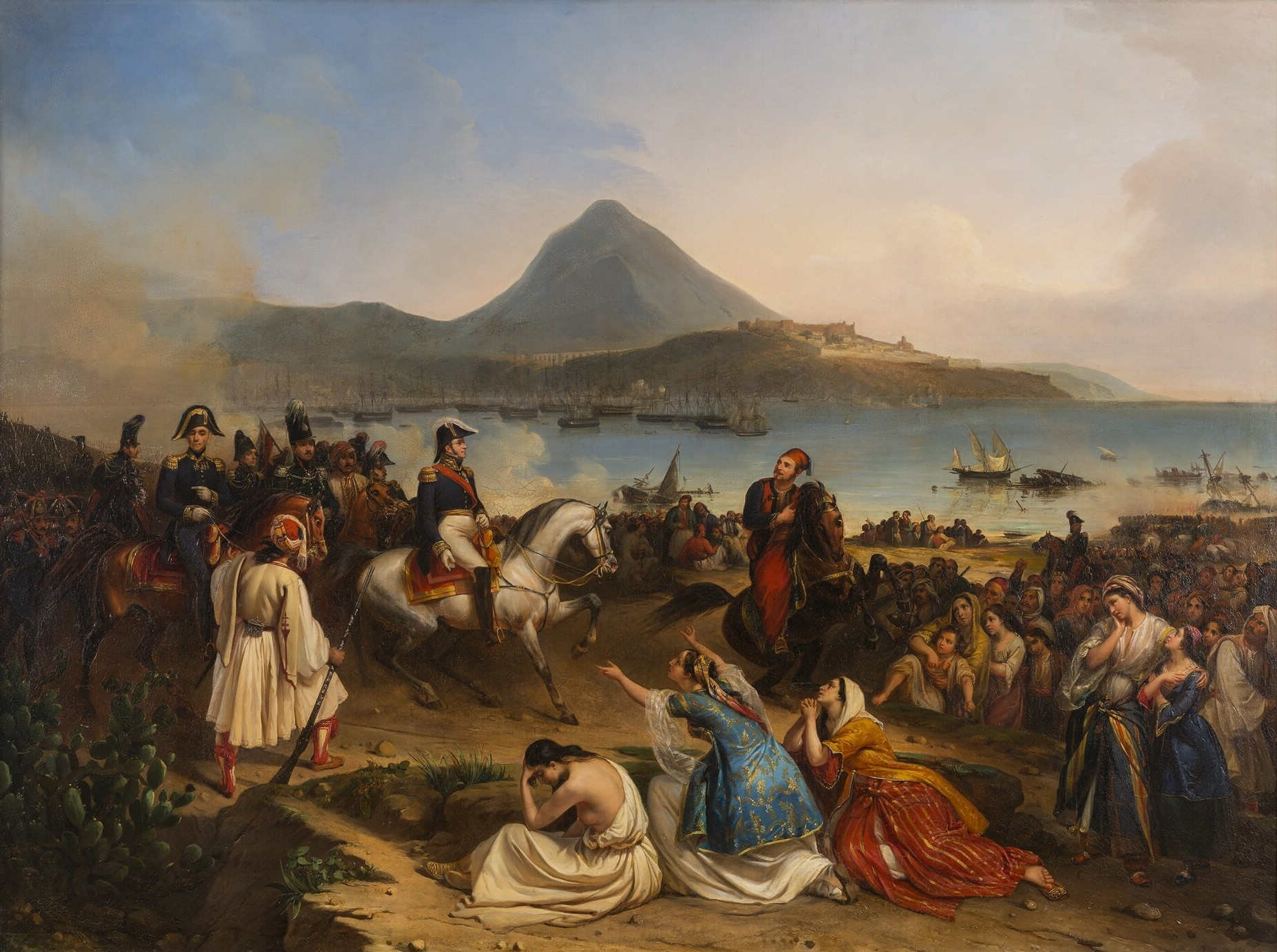
Entrevue du général Maison et d'Ibrahim Pacha, à Navarin en septembre 1828 (par Jean-Charles Langlois)
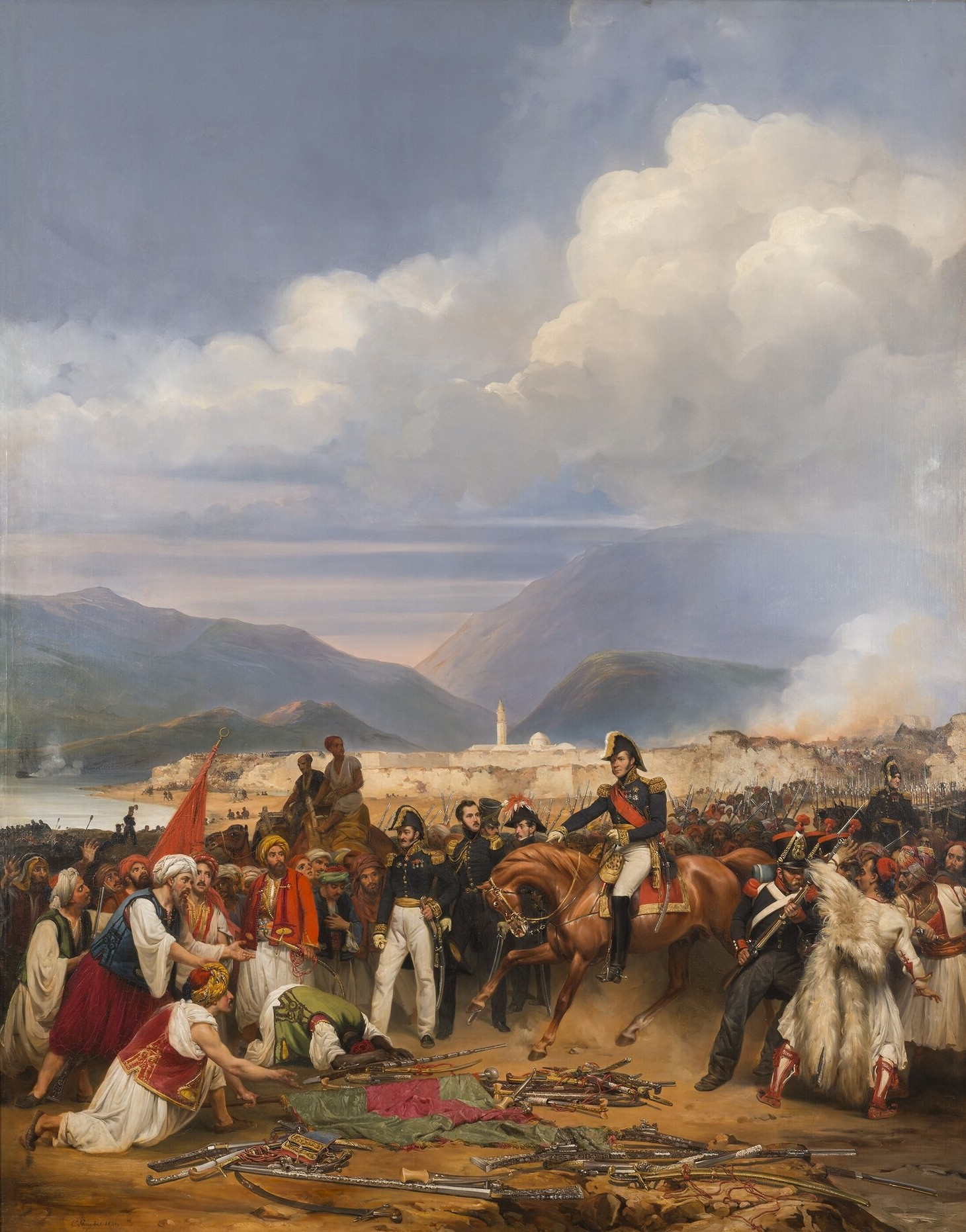
Le général Maison recevant la reddition du château de Morée de Patras le 30 octobre 1828 (par Jean-Charles Langlois)
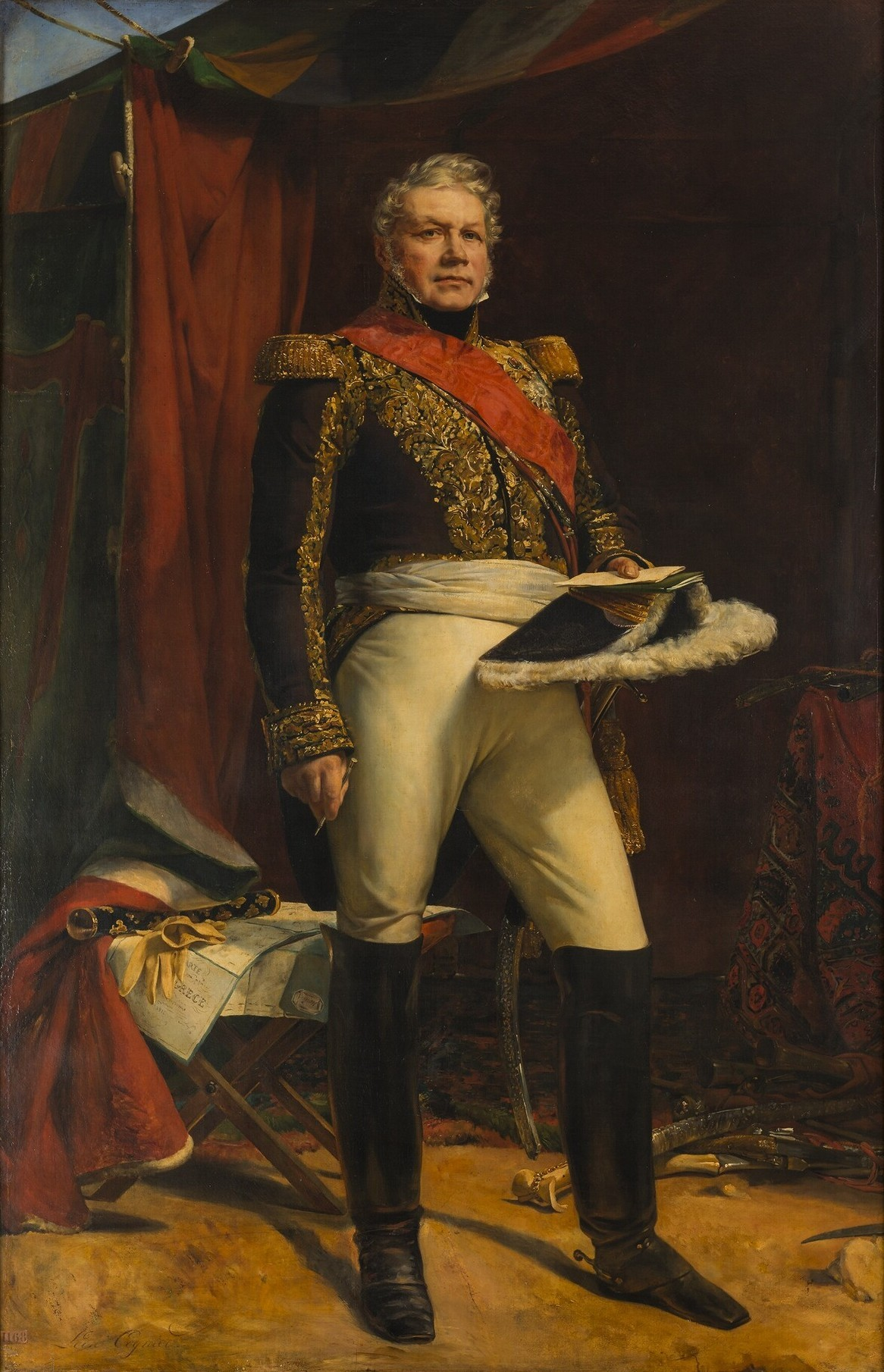
Nicolas Joseph Maison, maréchal de France (par Léon Cogniet, 1835)

### Monarchie de Juillet
Il se rallie la révolution de Juillet. En 1830, il accepte de Louis-Philippe Ier la mission de se rendre avec MM. Odilon Barrot et Auguste de Schonen auprès des princes déchus pour les décider à quitter la France.
En août 1830, il est chargé d'escorter le Roi Charles X et sa suite jusqu'à Cherbourg, où ils embarquent le 16 août pour l'Angleterre.
Le 4 novembre 1830, il devient ministre des Affaires étrangères pour deux semaines, puis est nommé ambassadeur à Vienne ; il est transféré à Saint-Pétersbourg en 1833. Le 30 avril 1835, il est nommé ministre de la Guerre, fonction qu’il occupe jusqu’à son retrait de la vie publique le 19 septembre 1836.
Il meurt à Paris le 13 février 1840.
Il est inhumé au cimetière du Père-Lachaise (division 5),.

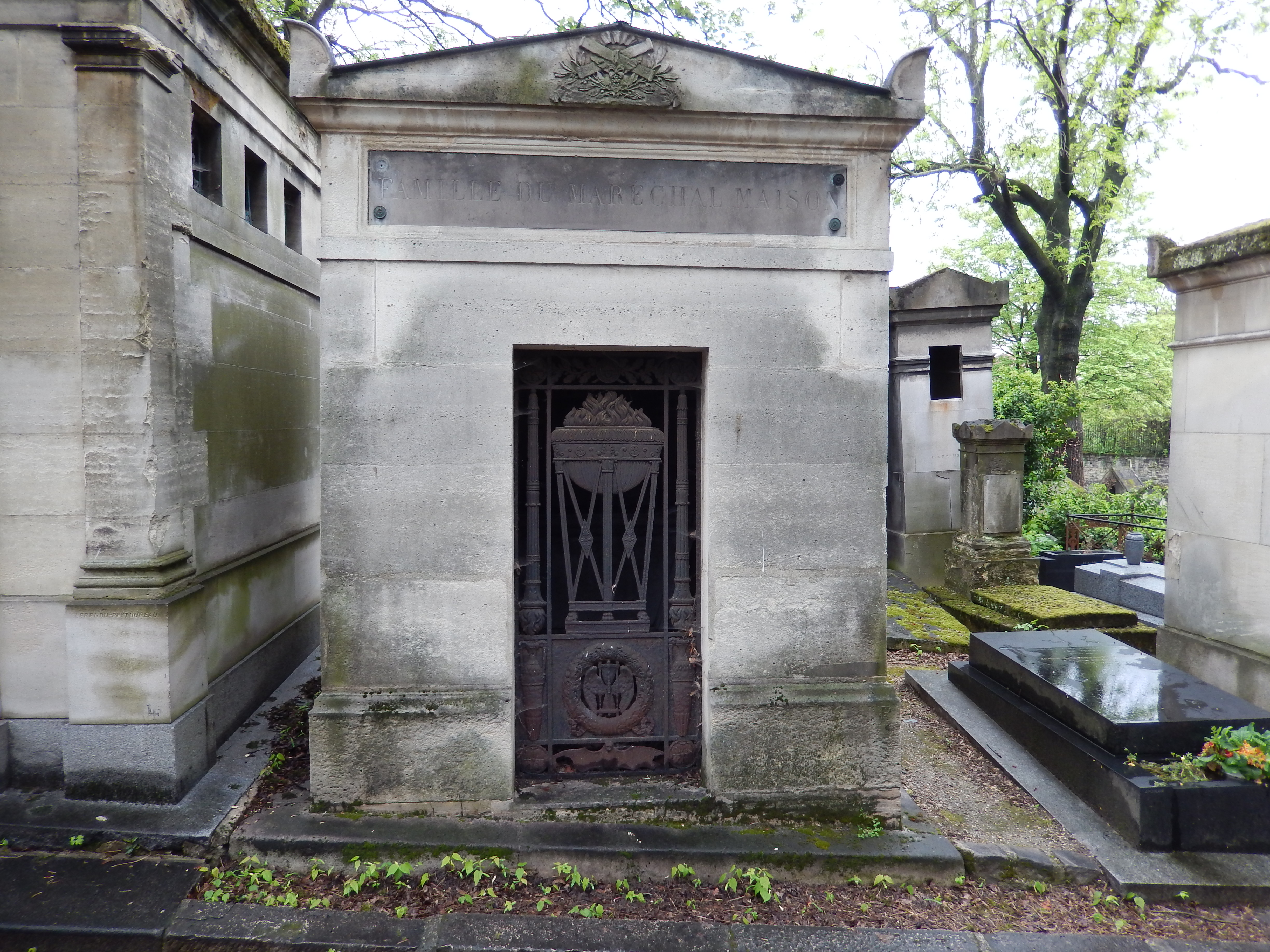
Tombe de Nicolas-Joseph Maison (cimetière du Père Lachaise, division 5).

- Ses manœuvres autour de Lille, dans la crise de 1814, avaient attiré mon attention, et l'avaient gravé dans mon esprit. (Jugement de Napoléon sur Maison.)

## Honneurs et titres
- Nom gravé sous l'arc de triomphe de l'Étoile : pilier Est, 13e et 14e colonnes.
- Anoblissement :
  -  Baron de l'Empire le 2 juillet 1808.
  -  Comte d'Empire le 14 août 1813.
  -  Marquis le 31 juillet 1817.
- grades successifs :

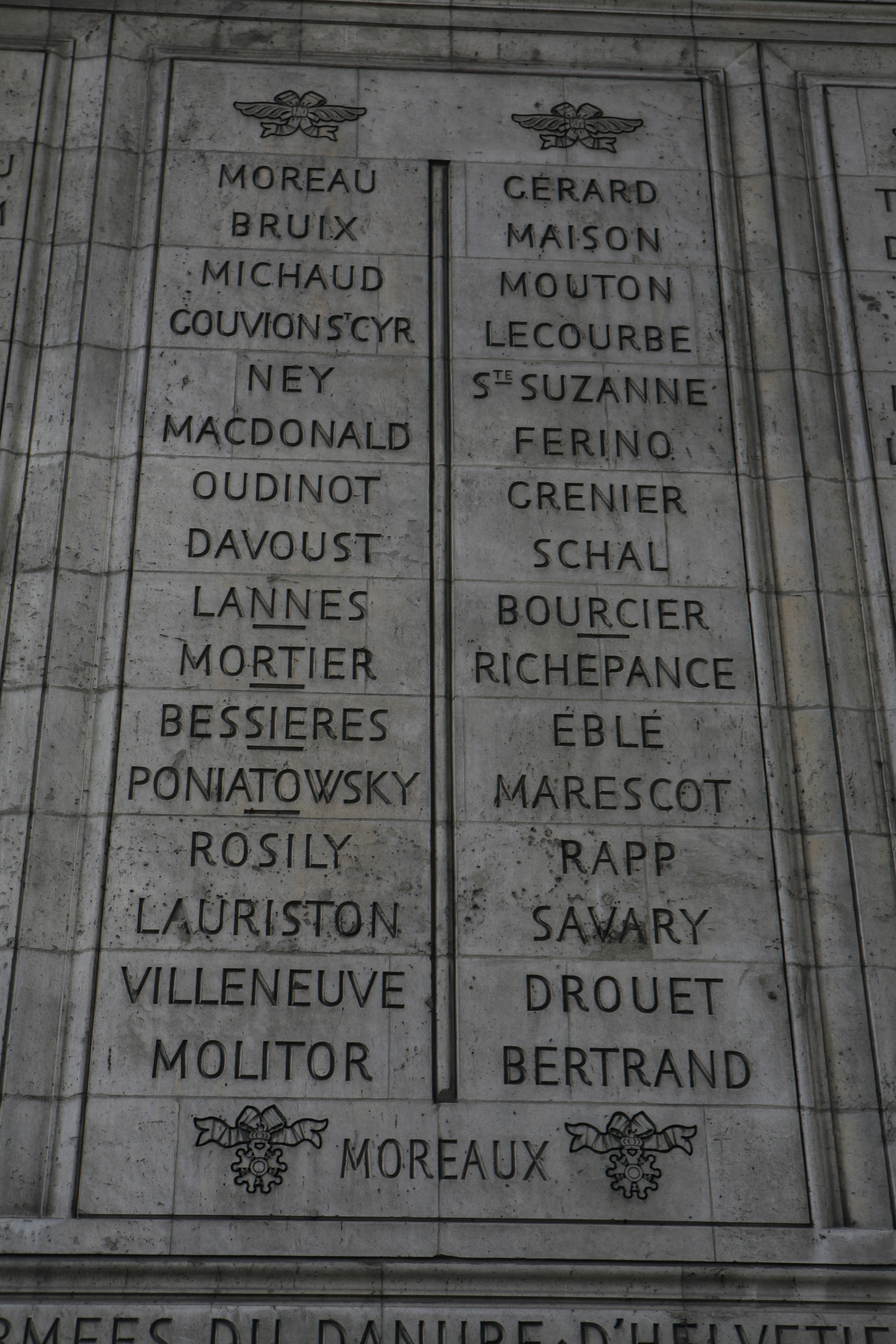
Noms gravés sous l'arc de triomphe de l'Étoile : pilier Est, 13e et 14e colonnes.

  - Garde nationale : grenadier, caporal, sergent-major puis capitaine ;
  - Armée : capitaine le 1er août 1792, chef de bataillon (6 juillet 1796 à titre provisoire, le 16 août définitivement), adjudant général chef de brigade le 3 juillet 1799, général de brigade le 10 février 1806, puis général de division le 21 août 1812.
- Dignités :
  - Maréchal de France le 22 février 1829.
  - Pair de France le 4 juin 1817.
- Décorations françaises :
  -  Commandeur de la Légion d'honneur le 22 novembre 1808.
  -  Grand officier de la Légion d'honneur le 28 septembre 1813.
  -  Grand-croix de la Légion d'honneur le 22 juillet 1814[4].
  -  Grand-croix de l'ordre de la Réunion le 19 novembre 1813.
  -  Grand-croix de Saint-Louis le 30 septembre 1818.
- Décorations étrangères :
  -  Bavière : chevalier de l'ordre militaire de Maximilien-Joseph de Bavière (1806).
  -  Grèce : grand-croix de l'ordre royal du Sauveur de Grèce (1834).
  -  Espagne : grand-croix de l'ordre de Charles III (1835).
  -  Belgique : grand cordon de l'ordre de Léopold (1836).

## États de service
- Garde nationale d’Épinay
- du 22 juillet 1792 au 1er août 1792 : 3e bataillon de volontaires de Paris.
- jusqu’au 5 décembre 1793 : 9e bataillon de fédérés.
- du 20 janvier 1794 au 22 avril : aide de camp du général Goguet.
- jusqu’au 3 septembre 1796 : adjoint de l'adjudant général Mireur.
- jusqu’au 5 février 1797 : chef de bataillon d’un bataillon de grenadiers.
- jusqu’au 23 septembre 1802 : aide de camp du général Bernadotte.
- jusqu’au 31 mai 1804 : chef d’état-major de la 27e division militaire.
- jusqu’au 29 août 1805 : premier aide de camp du maréchal Bernadotte.
- jusqu’au 8 août 1806 : sous-chef d'état-major du 1er corps de la Grande Armée.
- jusqu’au 30 novembre 1806 : général commandant la 2e brigade de la 1re division du 1er corps de la Grande Armée.
- jusqu’au 12 janvier 1808 : chef d'état-major du 1er corps de la Grande Armée.
- jusqu’au 24 mars 1808 : général commandant la 1re brigade de la 2e division du 1er corps de la Grande Armée.
- mars-juillet : convalescence.
- jusqu’au 1er février 1809 : général commandant de la 1re brigade de la 2e division du 1er corps de l’armée d'Espagne.
- juin 1809 au 13 août 1809 : corps d'observation de l'Elbe.
- jusqu’au 26 août 1809 : armée d'Allemagne.
- jusqu’au 12 juillet 1810 : armée du Nord.
- jusqu’au 25 décembre 1810 : corps d'observation de Hollande.
- jusqu’au 25 juillet 1811 : 17e division militaire.
- jusqu’au 30 novembre 1811 : commandant du département de la Lippe.
- jusqu’au 25 décembre 1811 : commandant d’Utrecht.
- jusqu’au 1er avril 1812 : commandant de la 2e brigade de la 6e division du corps d'observation de l'Elbe.
- jusqu’au 21 août 1812 : commandant de la 3e brigade de la 6e division du 2e corps de la Grande Armée.
- jusqu’au 9 mars 1813 : commandant de la 8e division du 2e corps de la Grande Armée.
- jusqu’au 31 mars 1813 : commandant de la 1re division du corps d'observation de l'Elbe.
- jusqu’au 21 décembre 1813 : commandant de la 16e division du 5e corps de la Grande Armée.
- jusqu’au 1er juin 1814 : commandant du 1er corps de l'armée du Nord.
- jusqu’au 20 mars 1815 : commandant de la 1re division militaire (Paris).
- du 8 juillet 1815 au 25 septembre 1815 : commandant de la 1re division militaire (Paris).
- du 10 janvier 1816 au 17 février 1819 : commandant de la 8e division militaire (Marseille).
- jusqu’au 19 août 1821 : commandant de la 1re division militaire (Paris), puis mis en disponibilité.
- du 24 juillet 1828 à 1829 : commandant en chef du corps expéditionnaire de Morée.

Il est possible de voir son portrait en pied au musée des Invalides. Sa devise était L'Être est mon roy.
Marié à Madeleine Weydold, il laisse trois fils et une fille. Dont Eugène, vicomte Maison (1806-1885), maître de requêtes au conseil d'État (dont postérité).

## Armoiries
| Figure | Blasonnement |
|        | Armes du comte Maison et de l'Empire (14 août 1813) Écartelé : au 1, du quartier des comtes militaires de l'Empire ; aux 2 et 3, d'azur, à la maison d'argent, ajourée et maçonnée de sable, girouettée de deux pièces d'or et surmontée en chef de trois étoiles d'argent ; au 4, d'azur, au rocher d'argent, sommé d'un épervier essorant d'or, tenant dans son bec un anneau d'argent., |
|        | Armes du marquis du Maison, maréchal et pair de France Supportsdeux griffons. DeviseAPERTE ET HONESTE. |